# JHeadstart
Oracle JHeadstart es un plug-in de la IDE de Oracle JDeveloper.
Este software facilita el desarrollo de aplicaciones con Oracle Application Development Framework (Oracle ADF).
JHeadstart especifica declarativamente como debe ser la interfaz visual de una aplicación a través de metadatos funcionales, permite usar editores simples de propiedades y generar aplicaciones completamente funcionales con JHeadstart Application Generator.
Entre otras características genera elementos como campos de edición multilínea, árboles (tree), listas de selección múltiple, wizards de búsqueda rápida y avanzada.
JHeadstart no genera código Java, genera páginas de interfaz de usuario, configura el flujo y las conexiones entre las páginas, y los componentes de negocio.
Esto permite a las organizaciones IT introducirse rápidamente en J2EE sin necesidad de tener un equipo de gurúes de J2EE para construir aplicaciones transaccionales complejas con J2EE.
La naturaleza declarativa de este enfoque le permite opcionalmente utilizar Oracle Designer para generar aplicaciones J2EE o migrar los Oracle Forms a Java/HTML.
La versión 10.1.3 soporta completamente el estándar JavaServer Faces.